# Мозговий Олексій Борисович
Олексі́й Бори́сович Мозгови́й (рос. Алексей Борисович Мозговой; 3 квітня 1975, Нижня Дуванка, Сватівський район, Ворошиловградська область, Українська РСР, СРСР — 23 травня 2015, Михайлівка, Перевальський район, Луганська область, Україна) — український колабораціоніст з Росією, військовий діяч маріонеткової «Луганської народної республіки», командир незаконного військового угруповання «Прізрак» у складі «Армії Південного Сходу». Убитий 23 травня 2015 року внаслідок замаху невідомих осіб, був розстріляний у власному авто.

## Біографія

### Раннє життя
Народився 3 квітня 1975 року у селі Нижня Дуванка, Сватівський район, Ворошиловградська область, Українська РСР, СРСР (нині Луганська область, Україна). За походженням — нащадок донських козаків. Навчався у Луганському інституті культури.
Був солістом чоловічого ансамблю «Сватівські козаки». Представляв Луганську область на звітному концерті всеукраїнського фестивалю народних талантів у Києві. Навчився володіти козацькою шашкою. Був поетом та автором-виконавцем. Складав та співав пісні російською та українською.
З 1992 по 1997 рік проходив службу у ЗСУ, отримав звання старшого сержанта, після чого деякий час працював у сватівському військкоматі. Активне політичне життя почав під час Помаранчевої революції 2004 року. Керував луганським відділенням організації «Молода гвардія». Планував відкрити будівельну компанію.
Під час Євромайдану знаходився на заробітках у Санкт-Петербурзі, де працював кухарем.

### Участь у конфлікті на сході України
Після початку подій російсько-української війни повернувся в Україну. У березні-квітні 2014 очолив терористичне збройне формування «Народне ополчення Луганщини» (Прізрак). 6 квітня брав участь у штурмі будівлі луганського управління СБУ. 10 квітня побував у Державній думі Росії, де зустрівся з власниками партій ЛДПР та «Справедлива Росія» Жириновським та Мироновим, обговоривши з ними питання підтримки проросійських бойовиків.
21 квітня 2014 року, під час «народного сходу Луганщини», взвод Мозгового спробував взяти під контроль будівлю управління СБУ, де мав відбутися з'їзд народних депутатів, однак цьому завадили представники інших луганських сепаратистських організацій. Незважаючи на те, що сутички відбулися без застосування зброї, у лавах сепаратистів намітилися непорозуміння, внаслідок яких Мозговий залишив місто.
Він, разом зі своїм загоном, передислокувався на базу відпочинку «Ясени», біля Свердловська (нині Довжанськ), де організував військовий табір для навчання своїх бійців. 3 травня угруповання передислокувалось до Антрацита, де за допомогою донських козаків, що приєднались до батальйону, захопили місто.
6 травня з'явилося відео за участю Олега Царьова, Валерія Болотова та Олексія Мозгового, у якому вони оголосили про примирення та подальшу співпрацю на благо ЛНР і ДНР.
Мозговий був єдиним польовим командиром «ЛНР», який відправив бійців у Слов'янськ на допомогу Ігорю Стрєлкову. 20 травня батальйон «Призрак» передислокувався до Лисичанська, де захопив територію виробництва № 2 склозаводу «Пролетарій». 22 травня угруповання Мозгового разом із бойовиками Об'єднаної армії Південного Сходу відбили спробу Національної гвардії України увійти до міст Рубіжне–Лисичанськ–Сєвєродонецьк. 7 червня через конфлікт з владою «ЛНР», лисичанський батальйон «Призрак» об'єднався з сєвєродонецьким підрозділом Козачої національної гвардії Павла Дрьомова і перейшов у оперативне командування Ігоря Стрєлкова у складі Народного ополчення Донбасу.
22 липня, у результаті боїв за місто, угруповання Мозгового відступило з Лисичанська і Сєвєродонецька на південь до Алчевська, попутно беручи участь у боях біля Первомайська та Ломуватки. Цей відступ викликав роздратування отамана Дрьомова, після чого стосунки між донськими козаками та бійцями Мозгового значно погіршилися.
25 жовтня 2014 року в підконтрольному «ЛНР» Алчевську відбувся «народний суд» на чолі з Олексієм Мозговим над двома чоловіками, яких підозрювали у зґвалтуванні 15-річної і 13-річної дівчат, в ході якого близько 300 жителів міста шляхом «підняття руки» проголосували за смертний вирок через розстріл одному з чоловіків, а іншого засудили до відправки на лінію фронту, щоб він міг «спокутувати свою провину і померти з честю». В ході даного засідання Мозговий заявив:
|  | Нехай навіть юридична громадськість заявить, що це недосконала форма з точки зору юриспруденції, але зате це досконала форма народовладдя. Сьогодні у вас є перший шанс дійсно проявити себе як активне громадянське суспільство з активною позицією і правом слова. Оригінальний текст (рос.) Пускай даже юридическая общественность заявит, что это несовершенная форма с точки зрения юриспруденции, но зато это совершенная форма народовластия. Сегодня у вас есть первый шанс действительно проявить себя как активное гражданское общество с активной позицией и правом слова. |

Тоді ж Мозговий сказав, що «патрулю буде дано особливий наказ — усіх дівчат заарештовувати, які будуть перебувати у шинках», зазначивши що «жінка повинна бути берегинею вогнища, матір'ю. А якими матерями вони стають після шинків?». Згодом Мозговий назвав свої слова про арешт дівчат за відвідування кафе не наказом, а спробою змусити присутніх на засіданні «народного суду» задуматися про моральність.
З кінця січня 2015 року бригада «Призрак» на чолі з Мозговим брала участь у боях за Дебальцеве.
8 травня 2015 року в Алчевську, відбувся форум міжнародної солідарності «Антифашизм, інтернаціоналізм, солідарність», в якому взяли участь делегати з Росії, Білорусі, Італії, Іспанії, Греції, Великої Британії, Німеччини та Туреччини. В організації та проведенні форуму взяв активну участь Олексій Мозговий, який також й відкрив захід своєю вступною промовою. Керівництво «ЛНР» перешкоджало форуму, погрожуючи Мозговому важкими наслідками в разі його проведення.
9 травня Мозговий всупереч забороні Ігоря Плотницького організував військовий парад в Алчевську. За словами Мозгового люди Плотницького йому прямо заявили, що якщо він посміє провести парад, то його вб'ють.

### Замахи та смерть
Перший замах відбувся 7 березня 2015 року. Автомобіль Мозгового був підірваний на блокпосту біля смт. Михайлівка. Сам він отримав дотичне поранення осколком в голову.
Наступний замах відбувся 23 травня 2015 року о 17:30-17:45 на тому ж місці — біля смт. Михайлівка. Автомобіль Мозгового рухався з Алчевська в Луганськ по дорозі М04; біля старого блокпоста при в'їзді в селище поруч з автомобілем було підірвано відволікаючий вибуховий пристрій, після чого машина була обстріляна з кулеметів та іншої автоматичної зброї. В результаті замаху Мозговий був убитий, разом з ним загинули його прессекретар, двоє охоронців і водій. Також загинуло троє мирних жителів, чиї машини виявились в цей момент поруч з машиною Мозгового.
Того ж дня радник Міністра МВС Антон Геращенко звинуватив у смерті Мозгового спецназ ГРУ Росії. Наступного дня його вбивство взяли на себе партизани із групи «Тіні». Начальник слідчого відділу генпрокуратури ЛНР Леонід Ткаченко повідомив, що слідство розглядає декілька версій того, що сталося, «в тому числі і про роботу диверсійних розвідувальних груп з боку України».
Однак, більшість незалежних журналістів, політиків і бойовиків ЛНР звинуватили у вбивстві Олексія Мозгового Кремль та керівництво ЛНР, яке Мозговий напередодні замаху прямо звинуватив у зраді. За поширеною версією, виконавцем убивства є приватна військова компанія Вагнера (ПВК Вагнера).
Похований 27 травня 2015 року у Алчевську на центральному цвинтарі.

## Сім'я
Був одружений, розлучився. Мав доньку.

## Погляди
Критикував ідею проведення референдуму з питання виділення Луганської області в окреме державне утворення. В інтерв'ю агентству ANNA News 24 квітня 2014 року заявив наступне:
|  | Питання референдуму йдуть чомусь врозріз з тими бажаннями і вимогами, які висуває сам народ. Вважаю, що референдум слід проводити за тими позиціями, які необхідні народу, щоб кожен з громадян не тільки нашої області, а й усього Південного Сходу міг висловитися з цього приводу. Там повинно бути два пункти: федерація в складі Росії, федерація в складі України. Усе. Все інше — це обман. Оригінальний текст (рос.) Вопросы референдума идут почему-то вразрез с теми желаниями и требованиями, которые выдвигает сам народ. Считаю что референдум следует проводить по тем позициям, которые необходимы народу, чтобы каждый из граждан не только нашей области, но и всего Юго-Востока мог высказаться по этому поводу. Там должно быть два пункта: федерация в составе России, федерация в составе Украины. Всё. Всё остальное — это обман. |

З самого початку конфлікту виступав проти створення «окремих князівств» ЛНР і ДНР, але підтримує створення єдиної «Новоросії» на території всієї південно-східної України.

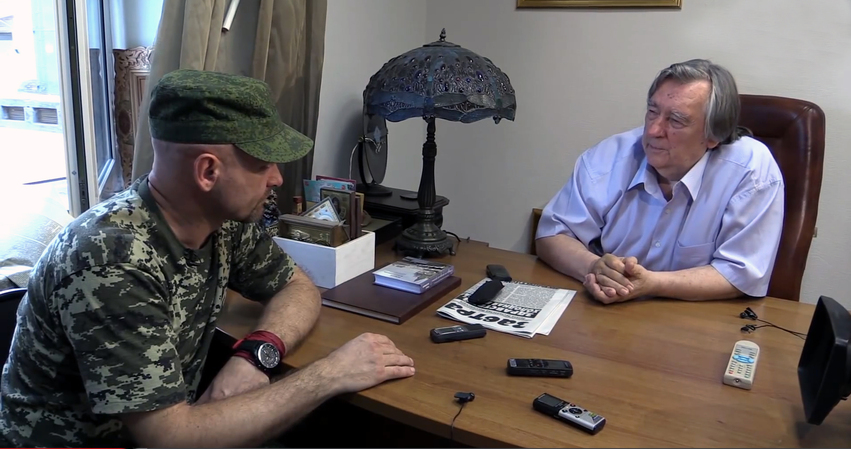
На зустрічі з російським письменником Прохановим, 7 серпня 2014

26 серпня 2014 року в інтерв'ю газеті «Известия» Мозговий заявив:
|  | Багато хто вважає, що ми терористи, що воюють не місцеві ополченці, а представники іншої держави. Ми, зі свого боку, намагаємося пояснювати, що це не так, виходити на контакт з тими людьми, хто налаштований проти нас, і доводити, що ми насправді жителі цього регіону і не хочемо воювати саме з ними. Ми повстання робили заради простого народу. Навпаки, ми хочемо об'єднати те, що роз'єднали справжні сепаратисти в 1991 році в Біловезькій Пущі. Оригінальний текст (рос.) Многие считают, что мы террористы, что воюют не местные ополченцы, а представители другого государства. Мы, со своей стороны, пытаемся объяснять, что это не так, выходить на контакт с теми людьми, кто настроен против нас, и доказывать, что мы на самом деле жители этого региона и не хотим воевать именно с ними. Мы восстание делали ради простого народа. Наоборот, мы хотим объединить то, что разъединили настоящие сепаратисты в 1991 году в Беловежской Пуще. |

3 вересня 2014 року висловив думку про те, що представники одного народу: активісти Майдану і Новоросії — вбивають один одного, але жителі останньої, на відміну від представників Майдану, не перебувають під впливом ідеологічної машини Заходу. Він вважає, що «ми як виступали проти олігархату, так і будемо виступати», а для цього необхідно об'єднатися і всім разом виступати проти влади в Києві. Також Мозговий зазначив, що армія Новоросії навчилася воювати, терпіти і добиватися успіхів.
15 вересня 2014 року виступив з різкою критикою Мінських угод і вимагав негайної відставки урядів обох народних республік.
17 вересня 2014 виступив з різкою критикою утворення «Об'єднаних збройних сил Новоросії». 20 жовтня 2014 року з'явилися відео, на якому Ігор Плотницький, Микола Козіцин і Олексій Мозговий оголосили про примирення і про подальшу співпрацю. У листопаді дав спільне з Козіциним інтерв'ю «Новой газете».
Журналіст «Новой газеты» помітила, що в особистому кабінеті Олексія Мозгового знаходилися ікони, Прапор Перемоги — копія штурмового прапору 150-ї ордена Кутузова II степені Ідрицької стрілецької дивізії, що був піднятий над Рейхстагом 1 травня 1945 року, та чорний прапор з черепом, кістками та цитатою з «Символа Віри»: «Чаю воскресения мертвых и жизни будущаго века. Аминь» (відомий в історії Російської імперії, як прапор військових козаків генерала Бакланова).
Мозговий неодноразово повідомляв про розбіжності з керівництвом самопроголошеної ЛНР. Останній конфлікт стався на початку травня 2015 року: Мозговий звинуватив «управлінців і родичів влади ЛНР» у встановленні «диктатури» і ігноруванні інтересів народу.

Країни, де Мозговий був під санкціями.

18 травня 2015 року, незадовго до своєї смерті, Мозговий спільно з Павлом Дрьомовим звернувся до влади Російської Федерації з пропозицією створення в Росії інститутів влади, що захищають інтереси росіян незалежно від їх громадянської приналежності з метою надання російському народу політичної суб'єктності.

## Переслідування
З 28 серпня 2014 року розшукувався ГУ МВС України в Луганській області за вчинення злочину, передбаченого статтею 260 КК України (створення не передбачених законом воєнізованих або збройних формувань).
Входив в список осіб, на яких поширюється дія указу президента США Барака Обами про санкції щодо Росії, а також в санкційні списки Європейського Союзу, Канади, Швейцарії, Ліхтенштейну та Норвегії.

## Обвинувальний висновок Мозговому «генпрокуратурою ЛНР»
20 лютого 2020 пройшов генпрокуратурою ЛНР як обвинувачений співучасник події на День Перемоги 9 травня 2014 року на трасі розстрілу автомобіля з сім'єю бізнесмена Олега Бурихіна на трасі Харків-Довжанський під Свердловськом Луганської області. В автомобілі їхав сам бізнесмен, його дружина Ірина та їх 10-річна дочка Ліза. В ході розстрілу дитину було поранено, але вона вижила, а батько й мати загинули. У розстрілі брав участь взвод бійців ЛНР, яких Мозковий і його заступник Олександр Костін підтягнули на трасу, повідомивши, що в автомобілі будуть їхати бійці «Правого сектора».
За матеріалами слідства ЛНР, група атакувала автомобіль з метою пограбування, тому що дізналися, що бізнесмен їде з Антрацита в Росію, перевозячи велику грошову суму. Для перекриття дороги автомобілю бізнесмена використовувався відібраний у одного з мешканців Свердловська «Камаз». Після розстрілу вони забрали гроші і зникли. Сам Мозговий на момент публікації матеріалів кримінальної справи у відкритий доступ був уже мертвий, а Костін був засуджений до 14 років в'язниці. Вирок викликав обурення Безлер і деяких інших прихильників «Російської весни».

## Пам'ять
- 3 червня 2015 року було оголошено про намір вже в липні встановити в Алчевську пам'ятник Олексію Мозговому: або біля могил Мозгового та його соратників, або в центрі міста (у грудні 2015 так і не був встановлений)[67].
- 31 травня 2015, пам'яті Мозгового та Олеся Бузини присвятив п'єсу для скрипки й баяна «Скорботна пісня» (рос. Скорбная песнь) петербурзький композитор Олександр Петров[68].
- 2 липня 2015 вийшов «документальний» фільм «Перший» (рос. Первый) про військову діяльність Олексія Мозгового[69].
- 17 травня 2016 року бійці і командири бригади «Призрак» встановили пам'ятник на могилі Мозгового.
- 23 травня 2016 року в окупованому Алчевську на площі перед Будинком культури металургів відкрито пам'ятник Олексію Мозговому[70].